# دزد بغداد (فیلم ۱۹۶۱)
دزد بغداد (به انگلیسی: The Thief of Baghdad) یک فیلم ماجراجویانه و فانتزی به کارگردانی آرتور لوبین با بازی استیو ریوز و جورجا مول محصول سال ۱۹۶۱ است.